# Iberodactylus
Iberodactylus is een geslacht van uitgestorven pterosauriërs, behorend tot de Pterodactyloidea, dat leefde tijdens het Vroeg-Krijt in het gebied van het huidige Spanje. De enige benoemde soort is Iberodactylus andreui.

## Vondst en naamgeving
Eind jaren tachtig vond de amateurpaleontoloog Javier Andreu op de Los Quiñones-vindplaats, een kilometer ten westen van Obón in Aragón, een schedel van een pterosauriër. Het was toen de belangrijkste ontdekking van die aard in Spanje op die van Prejanopterus na. In 2014 werd de vondst door José Antonio Ulloa-Rivas in de wetenschappelijke literatuur gemeld als resten van een lid van de Ornithocheiroidea.

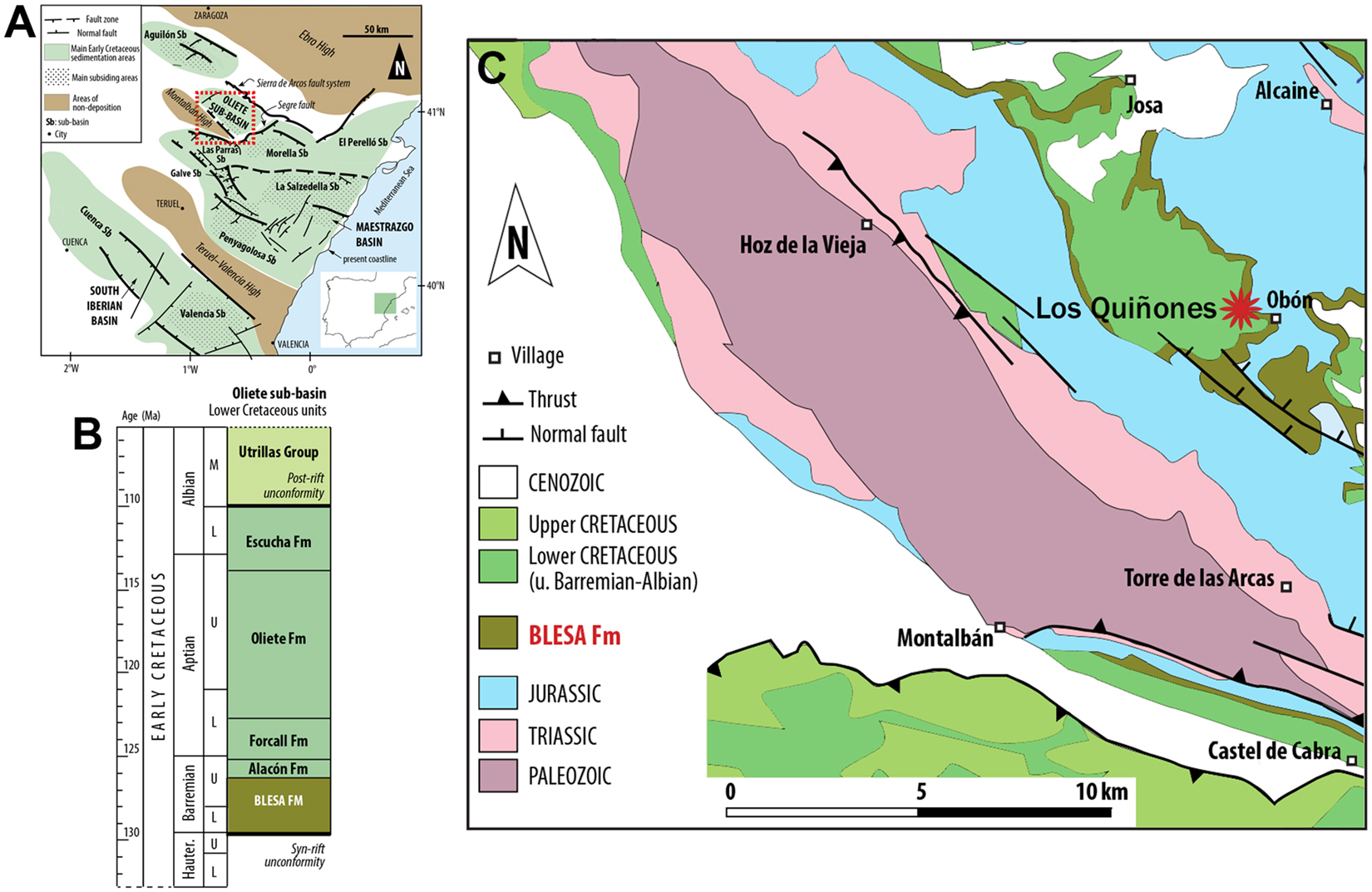
De locatie van de vindplaats

In 2019 werd de typesoort Iberodactylus andreui benoemd en beschreven door Borja Holgado, Rodrigo Vargas Pêgas, José Ignacio Canudo, Josep Fortuny, Taissa Rodrigues, Julio Company en Alexander Wilhelm Armin Kellner. De geslachtsnaam verbindt een verwijzing naar het Iberisch Schiereiland met een Oudgrieks δάκτυλος, daktylos, 'vinger', sinds Pterodactylus een gebruikelijk achtervoegsel in de namen van pterosauriërs. De soortaanduiding eert Andreu als ontdekker. Omdat de naam gepubliceerd werd in een elektronisch tijdschrift waren er Life Science Identifiers nodig voor de geldigheid. Die zijn 0174E98C-416B-4C49-AF63-2B42AF1E9EAB voor het geslacht en 37FAC334-082A-4185-970E-7E7E13D5670C voor de soort.
Het holotype MPZ-2014/1 is gevonden in een laag kalksteen van de Blesaformatie die dateert uit het Barremien. Het bestaat uit een stuk voorste snuit, met kam, een aantal afgebroken tanden en lege tandkassen. Het stuk is driedimensionaal bewaard met slechts lichte compressie en erosie. De uiterste snuitpunt ontbreekt. Het fossiel maakt deel uit van de collectie van het Museo de Ciencias Naturales de la Universidad de Zaragoza.

## Beschrijving

### Grootte en onderscheidende kenmerken
De vleugelspanwijdte van Iberodactylus werd door extrapolatie van de proporties van de verwant Hamipterus geschat op tussen de 375 en 404 centimeter ofwel ruwweg een vier meter. Daarmee is het de grootste pterosauriër die ooit op het Iberisch schiereiland is gevonden.
De beschrijvers wisten twee onderscheidende kenmerken vast te stellen. Het zijn autapomorfieën, unieke afgeleide eigenschappen. De punt van de praemaxilla is relatief hoog. De kam op de praemaxilla heeft een voorrand die onder een hoek van ongeveer 80° naar voren kromt.

### Schedel
Het fossiel heeft een bewaarde lengte van 198 millimeter en een hoogte van 128 millimeter. De snuit is vooraan wat verbreed. Het verhemelte heeft een middenrichel en is vooraan omhoog gebogen.

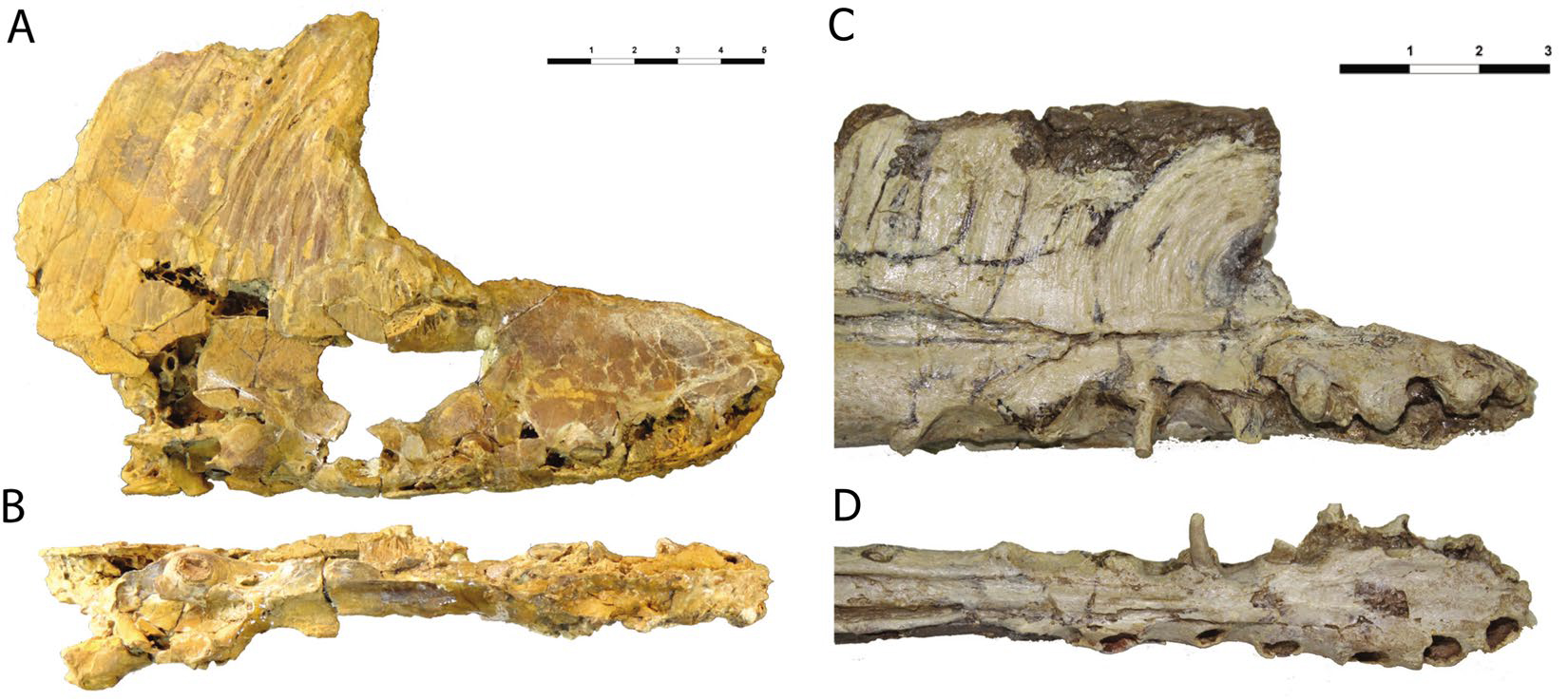
Een vergelijking tussen de snuit van Iberodactylus en Hamipterus rechts

De snuit draagt een kam waarvan alleen de basis bewaard is. De kam begint ter hoogte van de vijfde tandkas. De basis is vrij breed in zijaanzicht en dat terwijl de achterrand niet eens bewaard is gebleven. De breuk toont dat de botwand ongeveer anderhalve millimeter dik is en dat het binnenste is gevuld met kleine beenbalkjes, trabeculae. De kam is driehoekig in dwarsdoorsnede. De zijvlakken worden bedekt door verticale richels en troggen. Die volgen de voorwaartse kromming van de kam. Omdat de kam fors is, werd aangenomen dat het om een mannelijk exemplaar gaat. Deze bouw lijkt op die van Hamipterus maar bij die vorm is de snuit lager en voorrand van de kam rechter. Op de basis van de kam zijn kleine gaatjes te zien. Deze lijken te abrupt voor natuurlijke foramina en zouden bijtsporen kunnen zijn of tunnels van keverlarven. In 2014 werd nog gedacht dat het om uitgangen van een zoutklier zou kunnen gaan wat dan uniek zou zijn voor de hele Pterosauria.
Het bovenkaaksbeen draagt minstens acht kegelvormige tanden. De tanden hebben een ovale dwarsdoorsnede. Ze staan zijwaarts op de kaakrand. De tanden nemen naar achteren in grootte toe tot en met de derde tand die met twee centimeter tweemaal zo breed is als de eerste. De vierde tand is abrupt kleiner en keert weer terug naar de omvang van de eerste tand. De vijfde tand is groter en de zesde tand bijna even groot als de derde. De zevende en achterste tand zijn weer abrupt kleiner, iets smaller dan de eerste tand.

## Fylogenie
Iberodactylus werd in de Anhangueria geplaatst, in de voor de gelegenheid benoemde klade Hamipteridae. Daarbinnen zou het de zustersoort zijn van Hamipterus. De verwantschap met een Chinese vorm zou een sterke indicatie zijn dat de Anhangueria uit het oosten van Laurasia stammen. Andere soorten uit Iberia met nauwe Aziatische verwantschappen zijn Pelecanimimus, Concornis, Eoalulavis en Spinolestes.
Een studie uit 2019 had deze uitkomst.
|  | Hamipterus    |
|  |               |
|  | Iberodactylus |
|  |               |

|  | Coloborhynchus |
|  |                |
|  | Siroccopteryx  |
|  |                |
|  | Uktenadactylus |
|  |                |

|  | Caulkicephalus |
|  |                |
|  | Guidraco       |
|  |                |
|  | Ludodactylus   |
|  |                |

|  | Anhanguera                                                      |
|  |                                                                 |
|  | Liaoningopterus                                                 |
|  |                                                                 |
|  | \| \| Cearadactylus \| \| \| \| \| \| Maaradactylus \| \| \| \| |
|  |                                                                 |
|  | Cearadactylus                                                   |
|  |                                                                 |
|  | Maaradactylus                                                   |
|  |                                                                 |

|  | Cearadactylus |
|  |               |
|  | Maaradactylus |
|  |               |

|  | Caulkicephalus |
|  |                |
|  | Guidraco       |
|  |                |
|  | Ludodactylus   |
|  |                |

|  | Anhanguera                                                      |
|  |                                                                 |
|  | Liaoningopterus                                                 |
|  |                                                                 |
|  | \| \| Cearadactylus \| \| \| \| \| \| Maaradactylus \| \| \| \| |
|  |                                                                 |
|  | Cearadactylus                                                   |
|  |                                                                 |
|  | Maaradactylus                                                   |
|  |                                                                 |

|  | Cearadactylus |
|  |               |
|  | Maaradactylus |
|  |               |

|  | Coloborhynchus |
|  |                |
|  | Siroccopteryx  |
|  |                |
|  | Uktenadactylus |
|  |                |

|  | Caulkicephalus |
|  |                |
|  | Guidraco       |
|  |                |
|  | Ludodactylus   |
|  |                |

|  | Anhanguera                                                      |
|  |                                                                 |
|  | Liaoningopterus                                                 |
|  |                                                                 |
|  | \| \| Cearadactylus \| \| \| \| \| \| Maaradactylus \| \| \| \| |
|  |                                                                 |
|  | Cearadactylus                                                   |
|  |                                                                 |
|  | Maaradactylus                                                   |
|  |                                                                 |

|  | Cearadactylus |
|  |               |
|  | Maaradactylus |
|  |               |

|  | Caulkicephalus |
|  |                |
|  | Guidraco       |
|  |                |
|  | Ludodactylus   |
|  |                |

|  | Anhanguera                                                      |
|  |                                                                 |
|  | Liaoningopterus                                                 |
|  |                                                                 |
|  | \| \| Cearadactylus \| \| \| \| \| \| Maaradactylus \| \| \| \| |
|  |                                                                 |
|  | Cearadactylus                                                   |
|  |                                                                 |
|  | Maaradactylus                                                   |
|  |                                                                 |

|  | Cearadactylus |
|  |               |
|  | Maaradactylus |
|  |               |

|  | Hamipterus    |
|  |               |
|  | Iberodactylus |
|  |               |

|  | Coloborhynchus |
|  |                |
|  | Siroccopteryx  |
|  |                |
|  | Uktenadactylus |
|  |                |

|  | Caulkicephalus |
|  |                |
|  | Guidraco       |
|  |                |
|  | Ludodactylus   |
|  |                |

|  | Anhanguera                                                      |
|  |                                                                 |
|  | Liaoningopterus                                                 |
|  |                                                                 |
|  | \| \| Cearadactylus \| \| \| \| \| \| Maaradactylus \| \| \| \| |
|  |                                                                 |
|  | Cearadactylus                                                   |
|  |                                                                 |
|  | Maaradactylus                                                   |
|  |                                                                 |

|  | Cearadactylus |
|  |               |
|  | Maaradactylus |
|  |               |

|  | Caulkicephalus |
|  |                |
|  | Guidraco       |
|  |                |
|  | Ludodactylus   |
|  |                |

|  | Anhanguera                                                      |
|  |                                                                 |
|  | Liaoningopterus                                                 |
|  |                                                                 |
|  | \| \| Cearadactylus \| \| \| \| \| \| Maaradactylus \| \| \| \| |
|  |                                                                 |
|  | Cearadactylus                                                   |
|  |                                                                 |
|  | Maaradactylus                                                   |
|  |                                                                 |

|  | Cearadactylus |
|  |               |
|  | Maaradactylus |
|  |               |

|  | Coloborhynchus |
|  |                |
|  | Siroccopteryx  |
|  |                |
|  | Uktenadactylus |
|  |                |

|  | Caulkicephalus |
|  |                |
|  | Guidraco       |
|  |                |
|  | Ludodactylus   |
|  |                |

|  | Anhanguera                                                      |
|  |                                                                 |
|  | Liaoningopterus                                                 |
|  |                                                                 |
|  | \| \| Cearadactylus \| \| \| \| \| \| Maaradactylus \| \| \| \| |
|  |                                                                 |
|  | Cearadactylus                                                   |
|  |                                                                 |
|  | Maaradactylus                                                   |
|  |                                                                 |

|  | Cearadactylus |
|  |               |
|  | Maaradactylus |
|  |               |

|  | Caulkicephalus |
|  |                |
|  | Guidraco       |
|  |                |
|  | Ludodactylus   |
|  |                |

|  | Anhanguera                                                      |
|  |                                                                 |
|  | Liaoningopterus                                                 |
|  |                                                                 |
|  | \| \| Cearadactylus \| \| \| \| \| \| Maaradactylus \| \| \| \| |
|  |                                                                 |
|  | Cearadactylus                                                   |
|  |                                                                 |
|  | Maaradactylus                                                   |
|  |                                                                 |

|  | Cearadactylus |
|  |               |
|  | Maaradactylus |
|  |               |